# Pseudohalichondria clavilobata
Pseudohalichondria clavilobata är en svampdjursart som beskrevs av Carter 1886. Pseudohalichondria clavilobata ingår i släktet Pseudohalichondria och familjen Hymedesmiidae.
Artens utbredningsområde är havet kring Australien. Inga underarter finns listade i Catalogue of Life.